# Wayne Montgomery
Wayne Montgomery, (Johannesburgo, 6 de Maio de 1995) é um ex-tenista sul-africano destro.

## Finais Juvenil

### Simples

#### Campeão
- ITF Southern Africa Circuit - Botswana de 2010 / Ganhou de Benjamin Lock (ZIM)
- Port Elizabeth Jnr ITF de 2011 / Ganhou de Egon Samaai (SAF)
- East London Jnr ITF de 2011 / Ganhou de Dion Paul Roos (SAF)
- African Closed Junior Championships de 2011 / Ganhou de Warren Kuhn (SAF)
- USTA International Hard Court de 2012 / Ganhou de Martin Redlicki (USA)
- ITF/CAT African Closed Junior 18 & Under Championships de 2013 / Ganhou de Mazen Osama (EGY)

#### Finalista
- International Junior Championships of Botswana de 2011 / Perdeu para Benjamin Lock (ZIM)
- ITF/CAT African Closed Junior 18 & Under Championships de 2012 / Perdeu para Karim Hossam (EGY)
- Torneo International "Citta Di Santa Croce" Mauro Sabatini de 2012 / Perdeu para Laurent Lokoli (FRA)
- AGL Loy Yang Traralgon International de 2013 / Perdeu para Nick Kyrgios (AUS)
- Gerry Weber Junior Open de 2013 / Perdeu para Lucas Gomez (MEX)

### Duplas

#### Campeão
- U18 Canadian World Ranking Event de 2011 / com Frederico Ferreira Silva (POR) / Ganharam de Hugo Di Feo (CAN) e Brayden Schnur (CAN)
- Loy Yang Traralgon International de 2012 / com Nick Kyrgios (AUS) / Ganharam de Alexander Babanine (AUS) e Daniel Guccione (AUS)
- USTA International Hard Court de 2012 / com Matthew Rossouw (SAF) / Ganharam de Luca Corinteli (USA) e Thai-Son Kwiatkowski (USA)
- ITF/CAT African Closed Junior 18 & Under Championships de 2013 / com Matthew Rossouw (SAF) / Ganharam de Francois Kellerman (SAF) e Okkie Kellerman (SAF)

#### Finalista
- ITF Southern Africa Circuit - Botswana de 2010 / com Dylan Comeford (SAF) / Perderam para Adriaan Du Toit (SAF) e Matthew Rossouw (SAF)
- Port Elizabeth Jnr ITF de 2011 / com Christiaan VanDer Burgh (SAF) / Perderam para Egon Samaai (SAF) e Marthinus Christoffel Visser (SAF)
- Riaan Venter Junior ITF de 2011 / com Benjamin Lock (ZIM) / Perderam para Kimmer Coppejan (BEL) e Jeroen Vanneste (BEL)
- NWU-PUKKE/RVTA Junior ITF 2 / com Matthew Rossouw (SAF) / Perderam para Bar Tzuf Botzer (ISR) e Robin Stanek (CZE)
- ITF/CAT African Closed Junior 18 & Under Championships de 2012 / com Matthew Rossouw (SAF) / Perderam para Karim Hossam (EGY) e Mahmoud Zazou (EGY)
- International Junior Tournament of Offenbach de 2012 / com Guillermo Nunez (CHI) / Perderam para Christian Garin (CHI) e Jorge Brian Panta (PER)

## Ligações Externas
- Perfil na ATP
- Wayne Montgomery na Federação Internacional de Tênis